# ТЕС Тутука
ТЕС Тутука — теплова електростанція на північному сході Південно-Африканської Республіки. Знаходиться за 130 км на південний схід від Йоганнесбурга в провінції Мпумаланга (можливо відзначити, що в останній розташована абсолютна більшість станцій країни, призначених для роботи у базовому режимі).
Будівельні роботи на майданчику цієї конденсаційної станції розпочались у 1980-му та завершились введенням її шести енергоблоків в експлуатацію у період з 1985 по 1991 роки. Вони обладнані паровими турбінами потужністю по 609 МВт (втім, в мережу загального користування кожен блок видає лише 585 МВт, тоді як 24 МВт використовується допоміжним обладнанням).
Видалення продуктів згоряння відбувається за допомогою двох димарів висотою по 275 метрів.
Охолодження здійснюється шістьома градирнями висотою по 143 метри, а вода для технологічного процесу подається від спорудженої на Ваалі греблі Grootdraai.
Станція використовує в роботі вугілля, яке подається із розташованої поруч копальні New Denmark з річною продуктивністю 10 млн тонн. Остання здійснює видобуток за допомогою двох шахт, котрі розробляють пласти на глибині близько 200 метрів (один з найбільших показників для вугільної промисловості ПАР). Від шахт по конвеєрах довжиною 3,5 та 6,5 км паливо спершу надходить на установку, що подрібнює його до розмірів не більше за 25 мм. Дробильна фабрика розташована поряд з основним сховищем, яке має об'єм зберігання 3 млн тонн. Для використання ж у виробничому процесі вугілля спершу завантажується до шести вугільних силосів загальним об'ємом 27 тисяч тонн, звідки подається у бункери котлів (мають ємність по 4 тисячі тонн на котел, чого достатньо для роботи з повним навантаженням протягом 12 годин).
Видача продукції відбувається під напругою 400 кВ до розташованої поряд підстанції, котра далі подає електроенергію на ЛЕП з ультра-високим показником у 765 кВ.
Паливна ефективність станції становить 38 %.